# Panaspis tancredi
 (décembre 2015).
Si vous disposez d'ouvrages ou d'articles de référence ou si vous connaissez des sites web de qualité traitant du thème abordé ici, merci de compléter l'article en donnant les références utiles à sa vérifiabilité et en les liant à la section « Notes et références ».
Espèce
Synonymes
- Ablepharus tancredi Boulenger, 1909
- Ablepharus anselli Fitzsimons, 1955

Panaspis tancredi est une espèce de sauriens de la famille des Scincidae.

## Répartition
Cette espèce se rencontre en Éthiopie et dans le sud de la République démocratique du Congo.

## Étymologie
Cette espèce est nommée en l'honneur d'Alfonso Mario Tancredi.

## Publication originale
- Boulenger, 1909 : List of Reptiles and Batrachians collected by Capt. U. Ferrandi at Jumbo, lower Juba [Bardera]. Annali del Museo civico di storia naturale di Genova, vol. 44, p. 310-311 (texte intégral).